# أنتوني فاسانو
أنتوني فاسانو (بالإنجليزية: Anthony Fasano) هو لاعب كرة قدم أمريكية أمريكي، ولد في 20 أبريل 1984 في جلان ريدج في الولايات المتحدة.

## وصلات خارجية
- أنتوني فاسانو على موقع مرجع كرة القدم المحترفة.كوم (الإنجليزية)